# Dragomir Stanković
Dragomir Stanković (Servisch: Драгомир Станковић) (6 februari 1972) is een voetbalscheidsrechter uit Servië. Hij floot van 2005 tot 2011 op het hoogste niveau in Europa. 

## Interlands
| Datum      | Wedstrijd                         | Uitslag | Competitie        | Kreeg geel | Kreeg voor de tweede keer geel en dus rood | Weggestuurd |
| ---------- | --------------------------------- | ------- | ----------------- | ---------- | ------------------------------------------ | ----------- |
| 20.08.2008 | Bosnië en Herzegovina – Bulgarije | 1 – 2   | Vriendschappelijk | 1          | 0                                          | 0           |
| 11.02.2009 | San Marino – Noord-Ierland        | 0 – 3   | WK-kwalificatie   | 4          | 1                                          | 0           |